# آرتاشس آبقیان
آرتاشس گابریلی آبقیان (ارمنی: Արտաշես Գաբրիելի Աբեղյան زاده ۱۸۷۷ – درگذشته ۱۹۵۵) یک لغت‌شناس، تاریخ‌نگار، آموزگار، کنشگر و سیاست‌مدار اهل ارمنستان بود. وی فارغ‌التحصیل مدرسه نرسیسیان بود و در دانشگاه برلین تدریس می‌نمود.